# Roberto D'Aversa
Roberto D'Aversa (Stuttgart, Baden-Wurtemberg, Alemania Federal; 12 de agosto de 1975) es un entrenador italiano y un futbolista profesional retirado que jugaba de centrocampista. Actualmente está sin club.

## Trayectoria

### Como jugador
Formado en las inferiores del Milán, D'Aversa jugó gran parte de su carrera en equipos de divisiones menores que la Serie A.
El 28 de enero de 2007 jugó su primer encuentro de Serie A para Messina contra el Ascoli.
Vistió las camisetas del Treviso, Mantova, Galipoli Calcio, Triestina y Virtus Lanciano, club donde jugó entre 2010 y 2013 hasta su retiro como futbolista.

### Como entrenador

#### Virtus Lanciano
En julio de 2014 fue nombrado como nuevo entrenador del Virtus Lanciano en reemplazo de Marco Baroni para la Serie B 2014-15.
En su primera temporada salvó al club del descenso, pero fue despedido el 30 de enero de 2016. 

#### Parma
En diciembre de 2016, fue nombrado nuevo entrenador del Parma luego del despido de Luigi Apolloni. En su primera temporada con el club, logró el ascenso mediante los "play-off", derrotando al Alessandria en la final.
Fue confirmado como entrenador del Parma para la temporada 2017-18 de la Serie B, donde consiguió el ascenso a la Serie A asegurando el segundo lugar en la tabla general.
Fue despedido del Parma el 23 de agosto de 2020. El 7 de enero de 2021 vuelve por la segunda vez al timón del equipo giallo-blu, reemplazando a Fabio Liverani. No obstante, no pudo mejorar la suerte del club, descendió a la Serie B, y luego terminó último en la tabla. El 24 de mayo, tras la finalización del campeonato, se oficializó su salida del equipo.

#### Sampdoria
El 4 de julio de 2021, fue contratado por la Sampdoria con la que firmó un contrato por dos temporadas. Debutó el 16 de agosto, con una victoria por 3-2 en la 32ª final de la Copa Italia ante el Alessandria. Consiguió su primera victoria en la Serie A en la cuarta jornada ante el Empoli, por 3-0. El 10 de diciembre disputó su primer Derbi de Génova y venció por 3-1 al Genoa. El 17 de enero de 2022, el club decidió prescindir de sus servicios, dada la situación en la tabla que veía al club en 16º puesto, a solo 4 puntos de la zona de descenso.

#### Lecce
El 27 de junio de 2023, fue anunciado como entrenador del Lecce y firmó un contrato anual, con opción a una segunda temporada en caso de salvación. El 11 de marzo de 2024, el club anunció su destitución después de darle un cabezazo al delantero del Hellas Verona, Thomas Henry.

#### Empoli
El 2 de julio de 2024, fue confirmado como técnico del Empoli y firmó un contrato por dos temporadas. A pesar de lograr dos victorias consecutivas ante Parma y Monza, el equipo descendió a la Serie B en la última jornada después de perder ante el Hellas Verona. El 16 de junio de 2025, fue relevado de su cargo y sustituido por Guido Pagliuca.

## Clubes

### Como jugador
| Club            | País   | Año       | Part. | Goles |
| --------------- | ------ | --------- | ----- | ----- |
| Milán           | Italia | 1994-1995 | 0     | 0     |
| Prato           | Italia | 1995-1996 | 30    | 2     |
| Casarano        | Italia | 1996-1997 | 6     | 1     |
| Monza           | Italia | 1996-1999 | 65    | 5     |
| Cosenza         | Italia | 1999-2000 | 27    | 2     |
| Pescara         | Italia | 2000-2001 | 13    | 0     |
| Sampdoria       | Italia | 2001      | 17    | 2     |
| Ternana         | Italia | 2001-2003 | 60    | 5     |
| Robur Siena     | Italia | 2003-2007 | 84    | 1     |
| Messina         | Italia | 2007-2008 | 37    | 1     |
| Treviso         | Italia | 2008-2009 | 18    | 1     |
| Mantova         | Italia | 2009      | 15    | 1     |
| Gallipoli       | Italia | 2009-2010 | 12    | 0     |
| Triestina       | Italia | 2010      | 14    | 0     |
| Virtus Lanciano | Italia | 2010-2013 | 58    | 2     |

### Como entrenador
| Club            | País   | Año       | PJ  | PG  | PE | PP  | Efectividad |
| --------------- | ------ | --------- | --- | --- | -- | --- | ----------- |
| Virtus Lanciano | Italia | 2014-2016 | 69  | 16  | 27 | 26  | 36.23%      |
| Parma           | Italia | 2016-2020 | 151 | 64  | 34 | 53  | 49.89%      |
| Parma           | Italia | 2021      | 23  | 1   | 5  | 17  | 11.6%       |
| Sampdoria       | Italia | 2021-2022 | 24  | 7   | 5  | 12  | 36.11%      |
| Lecce           | Italia | 2023-2024 | 30  | 6   | 10 | 14  | 31.11%      |
| Empoli          | Italia | 2024-2025 | 44  | 8   | 15 | 21  | 29.54%      |
| Total           | Total  | Total     | 341 | 102 | 96 | 135 | 39.29%      |